# Bitam (Batna)
Bitam (în arabă بيطام) este o comună din provincia Batna, Algeria.
Populația comunei este de 11.855 de locuitori (2008).